# Taekwondo nos Jogos Olímpicos de Verão da Juventude de 2014 - -63 kg femininos
As provas de Taekwondo -63 kg femininos nos Jogos Olímpicos de Verão da Juventude de 2014 decorreram a 20 de Agosto no Centro Internacional de Exposições de Nanquim em Nanquim, China. Kimia Zenoorin do Irão conquistou o Ouro, Yulia Turutina da Rússia ganhou a Prata e o Bronze foi repartido entre a colombiana Debbie Gomez e a chinesa Zhang Chen.

## Medalhistas
| Ouro   | IRI Kimia Zenoorin              |
| Prata  | RUS Yulia Turutina              |
| Bronze | COL Debbie Gomez CHN Zhang Chen |

## Resultados das finais
Nota: Os semi-finalistas derrotados ganham ambos o Bronze.
|  | Semifinal          | Semifinal          |   |  | Final              | Final |  |
|  |                    |                    |   |  |                    |       |  |
|  |                    |                    |   |  |                    |       |  |
|  | IRI Kimia Zenoorin | 12                 |   |  |                    |       |  |
|  | COL Debbie Gomez   | 2                  |   |  |                    |       |  |
|  |                    |                    |   |  |                    |       |  |
|  |                    |                    |   |  |                    |       |  |
|  |                    |                    |   |  | IRI Kimia Zenoorin | 10    |  |
|  |                    | RUS Yulia Turutina | 7 |  |                    |       |  |
|  |                    |                    |   |  |                    |       |  |
|  |                    |                    |   |  |                    |       |  |
|  |                    |                    |   |  |                    |       |  |
|  |                    |                    |   |  |                    |       |  |
|  | CHN Zhang Chen     | 1                  |   |  |                    |       |  |
|  | RUS Yulia Turutina | 11                 |   |  |                    |       |  |